# Варілеро однобарвний
Варіле́ро однобарвний (Agelasticus cyanopus) — вид горобцеподібних птахів родини трупіалових (Icteridae). Мешкає в Південній Америці.

## Опис
Довжина птаха становить 18-21 см, вага 37,5-40,5 г. Виду притаманний статевий диморфізм. Самців мають повністю чорне забарвлення. Самиці мають дещо мені розміри, у них верхня частина тіла поцяткована бурими смужками, нижня частина тіла жовта, поцяткована темними смужками, на обличчі темна "маска", крила рудувато-коричневі з чорними краями. Очі чорні, дзьоб гострий, довгий, чорний, лапи чорні.

## Підвиди
Виділяють чотири підвиди:
- A. c. xenicus (Parkes, 1966) — північно-східна Бразилія;
- A. c. atroolivaceus (Wied-Neuwied, 1831) — східна Бразилія;
- A. c. beniensis (Parkes, 1966) — північно-східна Болівія;
- A. c. cyanopus (Vieillot, 1819) — від східної Болівії і півдня центральної Бразилії до Парагваю і північної Аргентини.

## Поширення і екологія
Однобарвні варілеро мешкають в Бразилії, Болівії, Аргентині і Парагваї. Вони живуть на болотах, зокрема в регіоні Пантаналу. Зустрічаються на висоті до 600 м над рівнем моря.